# Доктор Но
Доктор Но (енгл. Dr. No) је шпијунски филм из 1962. године редитеља Теренса Јанга. Главне улоге играју Шон Конери, Урзула Андрес, Џозеф Вајзман и Џек Лорд. Представља први филм у серији Џејмс Бонд британског продуцента Eon Productions-а и прилагодили су га Ричард Мејбаум, Џоана Харвуд и Беркли Матер према истоименом роману из 1958. Ијана Флеминга. Филм су продуцирали Хари Залцман и Алберт Броколи, партнерство које се наставило до 1975. године.
У филму, Џејмс Бонд је послат на Јамајку да испита нестанак британског агента. Траг га води до подземне базе Доктора Ноа, који планира да оружјем с радијским зраком омета рано америчко лансирање ракете у свемир са Канаверала. Иако је прва од Бондових књига по којој је снимљен филм, Доктор Но није био први од Флемингових романа. Казино Ројал је био деби за лика; међутим, филм се мало позива на теме из ранијих књига. Филм упућује и на касније књиге у серији, попут криминалне организације Спектре, која је представљена тек у роману Операција Гром из 1961. године.
Продуциран са ниским буџетом, Доктор Но остварио је финансијски успех. Иако је филм по издању добио мешовите критике картичара, временом је стекао репутацију једног од најбољих делова серије. Доктор Но је такође покренуо жанр филмова о „тајним агентима” који су 1960-их доживели процват. Филм је такође изнедрио стрип адаптацију и саундтрек албум као део његове промоције и маркетинга.
Многи аспекти типичног филма о Џејмсу Бонду успостављени су у Доктор Но: филм почиње са уводом у којем се главни лик приказује кроз цев пиштоља, након чега следи уводна шпица, а оба је створио Морис Биндер. У филму је такође први пут коришћена позната музичка тема „Џејмс Бонд”. Дизајнер продукције, Кен Адам, заслужан је за увођење разрађеног визуелног стила, који је један од обележја филмске серије.

## Радња
Филм почиње на Јамајци, где су убијени британски агент, заповедник Џон Странгвејс и његова секретарица (убили су их атентатори познати као „Три слепа миша”). М шаље Џејмса Бонда, наоружаног новим Волтером ППK (будући да је његова Берета М1934 згњечена у пређашњој мисији), на Јамајку како би истражио њихов нестанак и сазнао да ли је то повезано са недавним ометањем лансирања америчких ракета у Кејп Канавералу.
На аеродрому у Kингстону, Бонд пролази покрај сумњиве фотографкиње која покушава да га услика. Поздравља га господин Џоунс, униформисани возач, који му говори како су га послали да га одвезе до седишта Владе. Човек је, међутим, противнички агент који се убија након што је разоткривен, да не би ризиковао да ода шефа. Локални гувернер који се редовно картао са Странгвејсом, открива Бонду да је Странгвејс недавно отишао на пецање и да је унајмио човјека у луци по имену Кворел као водича. Бонд посећује Кворела који прво одбија да сарађује, јер није сигуран у Бондову лојалност. Након што је пребио Кворела и локалног бармена који је прискочио у помоћ Кворелу, Бонд упознаје Феликса Лајтера из ЦИА-е, који им говори Бонда да је британски обавештајац.
Након што је прегледао Странгвејсову кућу, Бонд проналази признаницу коју је издао локални металург звани професор Дент који је Странвејсу помогао у идентификовању узорака камења са оближњег острва познатог као Крабин спруд. Дент му каже да је камење састављено од обичног пирита, али Бонд убрзо схвата да је радиоактивно. Испоставља се да је Дент агент доктора Џулијуса Ноа, власника Крабиног спруда, који треба да убије Бонда. Након неуспешног покушаја убиства са тарантулом, Дент користи секретарицу локалног гувернера, госпођицу Таро како би га намамила у своју кућу. Након што је Дент дошао да убије Бонда, овај је већ био спреман за њега и убио га након кратког испитивања.
Бонд и Кворел испловљавају за Крабин спруд, где упознају Хани Рајдер, невину скупљачицу шкољки. Убрзо их откривају и присиљавају их да пођу ка унутрашњости острва, где Кворел бива запаљен од стране „змајског тенка” доктора Ноа, а Бонд и Хани су заробљени. Заточени су у луксузном „гостинском” апартману где вечерају са доктором Ноом. Током вечере, открива се да је доктор Но бивши члан тајне кинеске организације Тонг, а сада је члан организације СПЕКТРА (SPecial Executive for Counter-intelligence, Terrorism, Revenge, and Extortion) и да са Крабиног спруда омета лансирање америчких ракета из оближњег базе Кејп Канаверал, јер су његову „бриљантност” одбили и Исток и Запад.
На крају вечере, Бонда претуку Ноове слуге и одводе га у заробљеништво да би га даље испитивао доктор Но. Пре него што је доктор успео да га види, Бонд успева да побегне из своје ћелије и да преоптерети нуклеарни реактор који је требао да буде искоришћен за саботажу америчких ракета. Након обрачуна на спуштајућој платформи у срцу нуклеарног реактора, Бонд успева да обори доктора Ноа и побегне пре него што се реактор спустио у воду. С друге стране, доктор Но не успева да се одржи на лифту због својих металних руку и утапа се у кипућој радиоактивној води. Бонд успева да побегне са Хани на чамцу, након чега их је покупила морнарица. Бацају им уже, а Бонд га привезује за чамац. Док их вуку, Бонд страствено љуби Хани, отпуштајући уже.

## Улоге
| Глумац        | Улога               |
| ------------- | ------------------- |
| Шон Конери    | Џејмс Бонд          |
| Урзула Андрес | Хани Рајдер         |
| Џозеф Вајсман | др Џулијус Но       |
| Џек Лорд      | Феликс Лајтер       |
| Бернард Ли    | М                   |
| Џон Кицмилер  | Кворел              |
| Ентони Досон  | професор Р. Џ. Дент |
| Зена Маршал   | госпођица Таро      |
| Јунис Гејсон  | Силвија Тренч       |
| Лоис Максвел  | госпођица Манипени  |